# Castellum
Castellum Aktiebolag är ett av de största börsnoterade fastighetsbolagen i Sverige. Fastigheternas värde uppgår till 89,2 miljarder kronor och utgörs i huvudsak av lokaler för kontor, lager/logistik och samhällsfastigheter med en uthyrningsbar yta om 4,2 miljoner kvm. Castellum verkar genom en decentraliserad organisation med stark lokal närvaro i ett 20-tal städer i Sverige samt i Köpenhamn och Helsingfors.
Castellum tilldelades under 2018 flera utmärkelser för sitt hållbarhetsarbete, bland annat Global Sector Leader av GRESB vilket innebär att Castellum rankas som etta i världen inom sektorn kontors- och logistiklokaler samt nivå guld för bolagets hållbarhetsrapportering från EPRA (European Public Real Estate Association). Castellum är dessutom som enda nordiska fastighets- och byggbolag invald i Dow Jones Sustainability Index (DJSI), som inkluderar de bolag i världen som presterar bäst inom hållbarhetsområdet.
Castellum-aktien är noterad på Nasdaq Stockholm Large Cap.
I augusti 2021 lade Castellum ett offentligt uppköpserbjudande på fastighetsbolaget Kungsleden AB med syfte att bolagen skall gå samman.

## Historik
Castellum bildades i kölvattnet av fastighetskrisen i Sverige i början av 1990-talet. Stora fastighetsbestånd kom då att tas över av de förstatligade bankerna Nordbanken och Gota Bank i form av panter för dåliga krediter. Staten organiserade pantvårdsföretagen Retriva och Securum för att ta hand om övertagna tillgångar och stora delar kom att tas över av två nybildade fastighetskoncerner, Castellum AB och AB Kungsleden. En förenklad beskrivning av uppdelningen är att bättre fastigheter i goda lägen samlades i Castellum medan det mer komplicerade beståndet lades i Kungsleden. 
Castellum organiserades i lokala dotterbolag, varav två ursprungliga såldes. Burspråket med fastigheter i Stockholms innerstad såldes till kommunala Svenska Bostäder. Fastighetsbolaget Norrporten, med säte i Sundsvall och en portfölj av norrländska fastigheter, lyftes ur Castellum och börsnoterades 1994 men försvann från börsen när Andra AP-fonden och Sjätte AP-fonden förvärvade hela bolaget år 2001. Den 15 juni 2016 förvärvade Castellum Norrporten som därmed åter är en del av Castellum.
Castellum börsnoterades 1997 och det samlade fastighetsvärdet var då cirka 10 miljarder kronor.